# バスケットボールスリランカ代表
バスケットボールスリランカ代表(Sri Lanka national basketball team)は、スリランカバスケットボール連盟によって国際大会に派遣されるバスケットボールのナショナルチームである。

## 歴史
アジア選手権には1975年に初出場。これまで5回出場しているが、いずれも最下位に終わっている。2009年に14年ぶり6回目の出場を果たす。
アジア大会は1966年の1回のみ。

## 主な国際大会成績
- 夏季オリンピック
  - 出場なし
- 世界選手権
  - 出場なし
- アジア選手権
  - 12位：1981年
- アジア大会
  - 10位：1966年